# Atletický stadion Pod Palackého vrchem
Atletický stadion Pod Palackého vrchem lub Sportovní areál VUT – stadion lekkoatletyczny w Brnie, w Czechach. Może pomieścić 3500 widzów. Wyposażony jest w sztuczne oświetlenie. Obiekt należy do Wyższej Uczelni Technicznej w Brnie (VUT). Po modernizacji z lat 2008–2011 otrzymał I klasę IAAF. W latach 2011 i 2019 rozegrano na nim lekkoatletyczne Mistrzostwa Czech.